# Заславський Ріталій Зіновійович
Ріта́лій Зіно́війович Засла́вський (4 березня 1928, Київ — 13 березня 2004, Київ) — український російськомовний поет, перекладач.

## Життєпис
Закінчив Літературний інститут імені Горького — майстерня Іллі Сельвінського. Починав писати вірші й дитячі оповідання, перекладав російською мовою іншомовних поетів. Після закінчення вишу мешкав у Києві.
Друкуватися почав з 1946 р., перша книга поезій — «Доторкання» — вийшла 1970-го.
Публікувався в часописах «Юність», «Дружба народів», «Ной», «Нева», «Новий світ». Там вийшли збірки:
- «Кресало»,
- «Час»,
- «Роковини»,
- «Прокинусь травою».

Могила Ріталія Заславського, Байкове кладовище

Був багаторічним редактором відділу поезії київського часопису «Райдуга». Працював у редколегії часопису-альманаху «Єгупець».
Член Спілки письменників СРСР — 1974 р., Спілки письменників України — з 1992 р.
2003 р. нагороджений медаллю Пушкіна.
Помер на 77-му році життя 13 березня 2004 року. Похований на Байковому кладовищі (ділянка № 49б, 50°25′3.08″ пн. ш. 30°30′2.55″ сх. д. / 50.4175222° пн. ш. 30.5007083° сх. д.).

## Творчий доробок
Книги його віршів:
- «Доторканність» — 1970,
- «Огниво», 1974,
- «Час», 1978,
- «Рівне світло», 1980,
- «Мій дім», 1983,
- «Річниці», 1984,
- «Вдих та видих», 1987, Київ, «Молодь»,
- «Прокинуся травою», Москва, «Радянський письменник», 1987,
- «Живу, як всі», 1990,
- «Поки ми живі…», 1994,
- «Хтось повинен нести цей хрест…», 1995,
- «Все так і є», 1998.

Його книжки прози та віршів для дітей:
- «Золотомушка та зима», 1968,
- «Мій вересень», 1969,
- «Ранок завжди починається з птахів», 1971,
- «Малюнок на камені», 1972,
- «Розклейник афіш», 1974,
- «Нічне таксі», 1977,
- «Пролітали гуси», 1979,
- «Три пісеньки», 1983,
- «Маринка та малинка», 1988,
- «Тупала тополя в Мелітополь» (передмова Ю. Чеповецького), 1988,
- «Чапа», 1991,
- «Я веселий. А ти?», 1993.

У своїх творчих нотатках писав про маловідомих та забутих поетів Ольгу Веригіну, Оксану Мартинюк, Михайла Марченка, Якова Галича, Інну Кузнецову, Сергія Павельця, Волька Редька, Володимира Сергієнка, Михайла Тимохіна, Ігоря Юркова.
Перекладав вірші з азербайджанської, англійської, вірменської, грузинської, івриту, ідишу, іспанської, молдавської, серболужицької, сербської, української, хорватської, французької, циганської мов.
Уклав першу російськомовну антологію української дитячої поезії («Где ты, барвинок, рос, вырастал»), до якої ввійшла дитяча класика від О. Духновича і Т. Шевченка до П. Тичини, В. Сосюри та Л. Первомайського, зразки українського дитячого фольклору.
Видано понад 100 його книжок, тираж яких перевищив 18 мільйонів примірників. Його поетичні твори перекладено вірменською, ідишем, іранською, польською, угорською, українською мовами.
Був знавцем творчості Пушкіна. Перекладав твори поета російською мовою — з французької, якою було написано низку його оригінальних віршів.
Серед перекладів:
- «Веснянка» Лесі Українки, російською мовою, 1978,
- «Сто пригод Барвінка та Ромашки» Богдана Чалого, російською — разом із Людмилою Титовою, 1978
- «Добре медвежатко», Гіві Чічінадзе — російською з грузинської, 1976.

1996 р. випущено в Ляйпциґу монографію «Життя та світогляд Ріталія Заславського». 2001 р. вийшла його антологія «Сто російських поетів у Києві».

## Витоки
- Прес-центр
- Лібрусек [Архівовано 28 квітня 2014 у Wayback Machine.]
- Енциклопедія(рос.) [Архівовано 5 березня 2016 у Wayback Machine.]
- http://calendar.interesniy.kiev.ua/Event.aspx?id=220 [Архівовано 25 лютого 2014 у Wayback Machine.]
- Хрещатик [Архівовано 22 лютого 2014 у Wayback Machine.]